# Soobarjanje
Sòobárjanje ali kòprecipitácija je v kemiji sočasno obarjanje snovi, ki je pri danih razmerah običajno topna. Podobno je v medicini soobarjanje natanko obarjanje nevezanega antigena skupaj s kompleksom antigen-protitelo.
Soobarjanje je pomemben problem v kemijski analizi, kjer je pogosto neželeno, vendar pa se ga v nekaterih primerih da tudi izkoristiti. V gravimetrični analizi – ki temelji na obarjanju analita in merjenju njegove mase za določitev njegove koncentracije ali čistosti – je soobarjanje problem, saj se neželene nečistoče pogosto soobarjajo z analitom, kar vodi do prevelike (lažne) mase oborine. Ta problem lahko pogosto ublažimo s "staranjem oborine" (čakanjem, da se oborina uravnoteži ter tvori večje in čistejše delce) ali pa s ponovnima raztapljanjem in obarjanjem vzorca.
Po drugi strani pa je v analizi elementov v sledovih, ki je pogosta v radiokemiji, po navadi soobarjanje edini način ločitve nekega elementa. Ker so elementi v sledovih preveč razredčeni (včasih na manj kot 1 ppb), da bi jih oborili s konvencionalnimi sredstvi, so po navadi sooborjeni z nosilci – snovmi s podobno kristalno strukturo, ki lahko vase vključi želeni element. Primer tega je ločevanje francij od drugih radioaktivnih elementov s soobarjanjem s cezijevimi solmi, kot je cezijev perklorat. Zasluge za spodbujanje uporabe soobarjanja v radiokemiji ima Otto Hahn.
Obstajajo trije glavni mehanizmi soobarjanja: inkluzija, okluzija in adsorpcija. Inkluzija je pojav, ko se nečistota vključi (inkludira) v mrežo kristalne strukture nosilca, kar povzroči kristalografski defekt; do tega lahko pride, če sta ionski polmer in naboj nečistote podobna tistima v nosilcu. Adsorpcija je pojav, pri katerem se nečistota šibko veže (adsorbira) na površino oborine. Okluzija je pojav, ko se adsorbirana nečistota fizikalno ujame v kristal med njegovo rastjo.
Poleg vloge v kemijski analizi in v radiokemiji je soobarjanje tudi potencialno pomembno pri mnogih okoljskih problemih, ki so tesno povezani z vodnimi viri, vključno s kislinsko drenažo rudnikov, uhajanjem radionuklidov iz oporečnih deponij, prenosom kovinskih onesnaževalcev na industrijska in obrambna mesta, koncentracijo kovin v vodnih sistemih in tehnologijo za čiščenje odpadnih vod.
Soobarjanje se uporablja tudi kot metoda sinteze magnetnih nanodelcev.

## Porazdelitev med oborino in raztopino
Obstajata dva modela, ki opisujeta porazdelitev sledilne spojine med dvema fazama (oborino in raztopino):
- Doerner-Hoskinsovo zakon (logaritmično):

{\displaystyle \ln {a \over {a-x}}=\lambda \ln {b \over {b-y}}}
- Berthelot-Nernstov zakon:

{\displaystyle }
{\displaystyle {x \over {a-x}}=D{y \over {b-y}}}
a: začetna koncentracija sledilca
b: začetna koncentracija nosilca

a – x: koncentracija sledilca po ločitvi
b – y: koncentracija nosilca po ločitvi
x: količina sledilca na oborini

y: količina nosilca na oborini

D in λ: distribucijska koeficienta.
Za D in λ večja od enotnosti je oborina obogatena s sledilcem.
Glede na soobarjalni sistem in pogoje sta lahko bodisi λ bodisi D konstantna.